# François-Joseph Gossec
François-Joseph Gossec (17. ledna 1734, Vergnies, Henegavsko (dnes Belgie) – 16. února 1829, Passy) byl francouzský houslista, hudební skladatel a pedagog.

## Život
Byl synem rolníka. Jelikož od dětství vykazoval výrazný hudební talent stal se sboristou v katedrále Notre-Dame v Antverpách. Do Paříže přišel roku 1751 a byl tam žákem skladatele Jeana-Philippa Rameaua. Svého učitele také vystřídal v řízení orchestru, který financoval generál Alexandre Le Riche de La Pouplinière, bohatý amatérský hudebník a milovník a mecenáš hudby. Tento orchestr rovněž řídil český skladatel Jan Václav Stamic.
V roce 1751 se stal členem zednářské lóže Réunion des Arts, ve které byli členy také Étienne-Nicolas Méhul a Luigi Cherubini. V roce 1758 se oženil se zpěvačkou Marie-Elisabeth Georgesovou. Syn Alexandre-François-Joseph se jim narodil v roce 1760.
Gossec si vzal za svůj cíl oživení instrumentální hudby ve Francii. První jeho symfonie byla provedena v roce 1754. 6 symfonií pak publikoval v roce 1756 jako op. 3. V 25 letech se rozhodl složit monumentální dílo: Messe des morts (Requiem). V květnu roku 1760 byla tato 90 minut trvající smuteční mše poprvé provedena v klášteře jakobínů v Rue Saint-Jacques v Paříži a učinila Gosseca přes noc slavným.

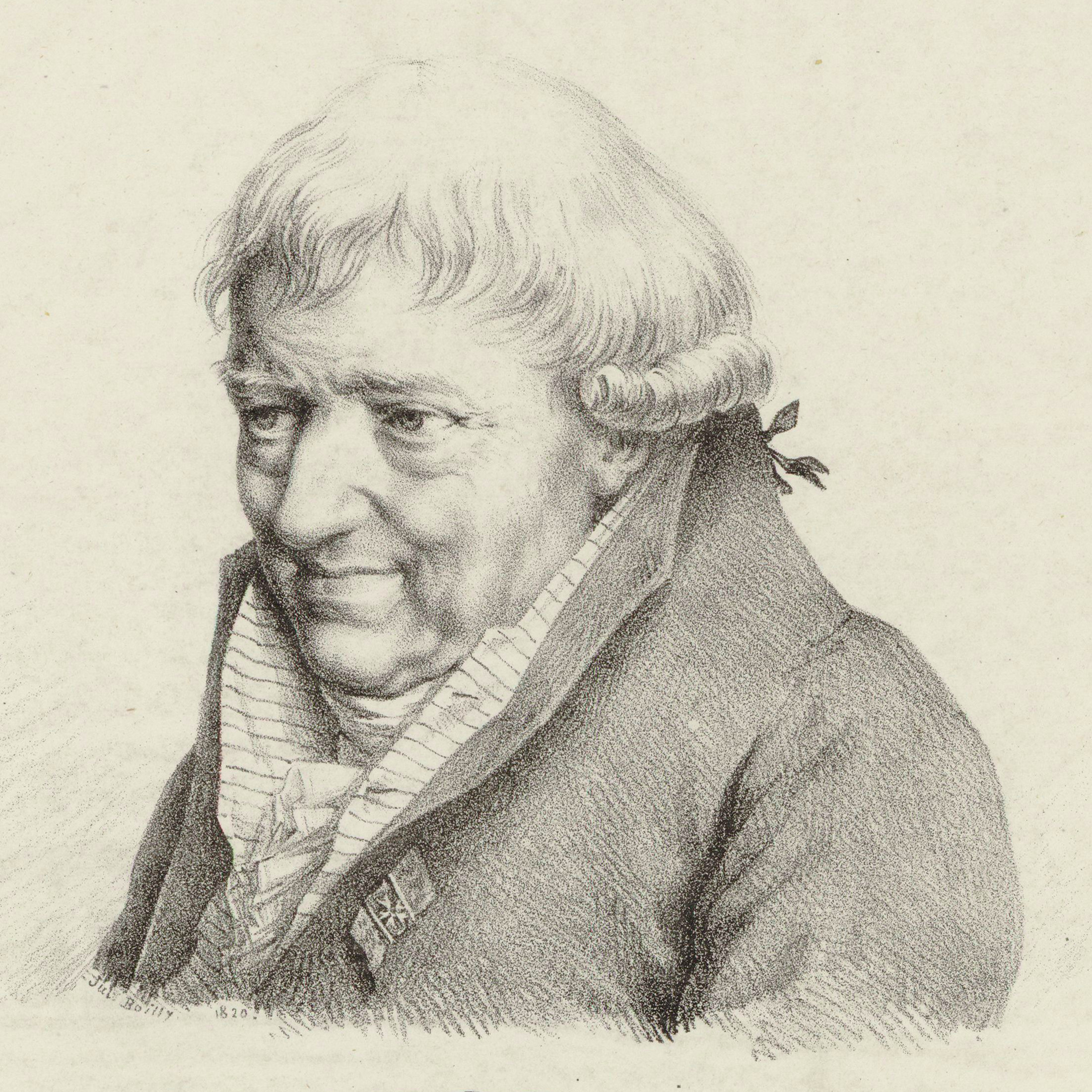
Litografie Julese Boillyho z roku 1823

V letech 1762–1769 řídil orchestr Louise V. Joseph de Bourbon-Condé a v roce 1766 ještě také orchestr prince Louise François I. de Bourbon. Oba orchestry přivedl na vrcholnou úroveň. V roce 1770 založil sérii koncertů Concert des Amateurs o tři roky reorganizoval tradiční řadu koncertů Concert Spirituel. Na těchto koncertech uváděl svá vlastní díla, ale i díla svých současníků, zvláště pak symfonie Joseph Haydna.
V roce 1778 navštívil Gosseca Wolfgang Amadeus Mozart a v dopise svému otci jej nazýval svým přítelem.
Od roku 1778 působil na Académie de Musique nejprve jako sborový dirigent a od 1780 jako druhý ředitel. Od roku 1784 stál také v čele École royale de chant založené baronem Louis Auguste Le Tonnelier de Breteuil. Po roce 1780 upadal Gossecův zájem o symfonickou hudbu a začal se více věnovat opeře. V této práci však nebyl příliš úspěšný. Částečně to bylo způsobeno slabostí použitých libret, ale také tím, že toto hudební pole v Paříži zcela ovládali André Ernest Modeste Grétry a Christoph Willibald Gluck.
Přes podporu ze šlechtických kruhů byl skladatel nadšený idejemi Francouzské revoluce. Stal se oficiálním skladatelem Francouzské republiky a autorem mnoha reprezentativních děl pro revoluční slavnosti. Spolu s Etiennem Méhulem byl dirigentem orchestru Národní gardy a v roce 1795 byl jmenován inspektorem právě založené Pařížské konzervatoře. Byl jmenován členem Akademie krásných umění a byl vyznamenán Řádem čestné legie.
Po porážce Napoleona u Waterloo byla konzervatoř na čas uzavřena a Gossec ve svých 81 letech musel odejít do důchodu. Zemřel na pařížském předměstí Passy (dnes 16. pařížský obvod). Je pohřben na hřbitově Père-Lachaise, v blízkosti hrobů Méhula a Grétryho.

## Dílo
Je jedním z prvních zvěstovatelů přicházejícího období romantismu, zejména pokud se týká technických prostředků. Své Te Deum komponoval pro 1200 zpěváků a 300 dechových nástrojů. Některá jeho oratoria vyžadují několik na sobě nezávislých sborů.

### Orchestrální skladby
- Sei sinfonie a più strumenti op. 4 (1759)
- Sei sinfonie a più strumenti op. 5 (1761)
- Six symphonies op. 6 (1762)
- Six symphonies à grand orchestre op. 12 (1769)
- Deux symphonies (1773)
- Symphonie n° 1 (cca 1771-1774)
- Symphonie n° 2 (cca 1771-1774)
- Symphonie en fa majeur (1774)
- Symphonie de chasse (1776)
- Symphonie en ré (1776)
- Symphonie en ré (1777)
- Symphonie concertante en fa majeur n° 2, à plusieurs instruments (1778)
- Symphonie en do majeur pro dechový orchestr (1794)
- Symphonie à 17 parties en fa majeur (1809)

### Komorní hudba
- Sei sonate a due violini e basso op. 1 (cca 1753)
- Sei quartetti per flauto e violino o sia per due violini, alto e basso op. 14 (1769)
- Six quatuors à deux violons, alto et basse op. 15 (1772)

### Vokální skladby
- Messe des morts (Requiem) (1760)
- La Nativité, oratorium (1774)
- Te Deum (1779)
- Te Deum pour la Fédération du 14 juillet (1790)
- Hymne sur la translation du corps de Voltaire au Panthéon (1791)
- Hymne à la Liberté
- Le Chant du 14 juillet
- Dernière messe des vivants (1813)

### Opery
- Le Tonnelier, opéra comique (1765)
- Le Faux Lord, opéra comique (1765)
- Les Pêcheurs, opéra comique en 1 act (1766)
- Toinon et Toinette, opéra comique (1767)
- Le Double Déguisement, opéra comique (1767)
- Les Agréments d'Hylas et Sylvie, pastorale (1768)
- Sabinus, tragédie lyrique (1773)
- Berthe, opera (1775)
- Alexis et Daphné, pastorale (1775)
- Philémon et Baucis, pastorale (1775)
- La Fête de village, intermezzo (1778)
- Thésée, tragédie lyrique (1782)
- Nitocris, opera (1783)
- Rosine, ou L'épouse abandonnée, opera (1786)
- Le Triomphe de la République, ou Le camp de Grandpré, divertissement-lyrique en 1 acte, (Chénier) (1794)
- Les Sabots et le cerisier, opera (1803)